# Sara Luvv
Sara Luvv (5 marzo 1994) è un'attrice pornografica statunitense.

## Biografia
Sara Luvv è nata nell'area meridionale della California, in una famiglia di ascendenza tedesca, irlandese e salvadoregna Nel 2012, a 18 anni, entra nell'industria pornografica. Il suo approccio al mondo della pornografia fu dovuto alle insistenze del suo ragazzo di allora, Jack Taylor: con lui ha svolto spettacoli di web cam; con lui e un suo amico ha poi girato una scena di sesso amatoriale a tre; con lui ha fatto i suoi primi 10 video eterosessuali.
Il suo debutto fu in due film a tematica lesbica: Horny Lesbian Sisters e Lesbian Cougars on the Prowl. La sua famiglia è venuta a conoscenza della sua attività nel cinema porno solo alla fine del 2014, per caso; non si sono opposti alla sua scelta professionale e di vita. Dichiara di fare volentieri sesso lesbico, ma soltanto sulla scena, perché nella vita reale «lontano dalle telecamere sono troppo spaventata per avvicinarmi a loro». Ama anche le gang bang di sesso orale. Il suo hobby è il sollevamento pesi. Ha lavorato per le produzioni di Girlfriends Films, Evil Angel, Filly Films, Dark X, Devil's Film, Brazzers, New Sensations, Digital Sin, Bang Bros e Naughty America, girando oltre 550 scene.
Altre sue opere sono Pledge, Missing A Lesbian Crime Story e Anal Models 2.
Nel 2015 ha girato la sua prima scena di sesso anale in Super Cute 3.

## Vita privata
È sposata con Bree Mills, produttrice pornografica al femminile e direttrice di Girlsway. 

## Riconoscimenti
- AVN Awards
  - 2018 – Best Actress per The Faces of Alice[12]

- XBIZ Awards
  - 2017 – Best Sex Scene - Feature Release per Babystting The Baumgartners con Anikka Albrite e Mick Blue[13]

## Filmografia
2012
- Blowjob Auditions
- Horny Lesbian Sisters
- Kittens and Cougars 6
- Lesbian Cougars on the Prowl

2013
- Cheer Squad Sleepovers 5
- College Cuties Seduce MILF Beauties
- Fantasy Solos 7
- Girl Fights
- Girl On Girl Fantasies 5
- My Wife Caught Me Assfucking Her Mother 4
- Teen J/O Encouragement
- Teen Tryouts Audition 60
- Violation of Odette Delacroix
- Women Tribbing Teens 2

2014
- Adventures In Deep Throating
- Babysitter Diaries 15
- Babysitters Taking On Big Dicks 2
- Cast Teddi Rae 1
- Corrupt School Girls 7
- Couples Seeking Teens 16
- Cum Exchange
- Cuties 7
- Dad's Point Of View 2
- Deep Throat This 66
- Dirty Santa
- Exxxtra Small Chicks Fucking Huge Dicks 7
- Father Figure 6
- Fishnets 13
- Fucking Girls 8
- Game On
- Girl Next Door Likes It Dirty
- Girlfriend Experience 2
- Happy Anniversary
- Hotel No Tell 2
- I Bang Teens
- James Deen's 7 Sins – Gluttony
- Keep It In The Family
- Kittens and Cougars 8
- Latinas On Fire 2
- Lesbian Adventures - Strap-On Specialists 7
- Lesbian Adventures - Wet Panties Trib 7
- Lesbian Family Affair
- Lesbian Love Stories 4 New!
- Lesbo Pool Party 3
- Manuel Ferrara's Reverse Gangbang 2 Jules
- Massage Creep 15
- MILF Banged 2 Wicked MILF
- Modern Romance
- Moms Bang Teens 9
- Mother Daughter Thing
- Mother Lovers Society 12
- My Daughter's Boyfriend 10
- My Daughter's Boyfriend 11
- My Roommate's A Lesbian 5
- My Sexy Little Niece
- My Sister The Schoolgirl
- My Step Sister Squirts 3
- Oil Overload 11
- Penis Pixies
- Prison Lesbians
- Shades Of Kink 3
- Sisters 3
- Sweet Petite 2
- Teens In Tight Jeans 5
- Threesome Fantasies Fulfilled 2
- Threesome Fantasies Fulfilled 3
- Tiny Chicks Struggle To Fit Huge Dicks 4
- Twisted Fate
- Wingmen
- Young Panty Ho's 3
- Young Thighs In Knee Highs 4

2015
- A Lesbian Romance 2
- Anal Brats
- Anal Fiends
- Are Brunettes Better in Bed?
- Big Ass Toys
- Blacks On Blondes: Sara Luvv and Karlee Grey
- Bound For Sex
- Brown Nosers 2
- Bullied Bi Cuckolds 30
- Confessions of A Coed 4
- Corrupt School Girls 11
- Cute Little Babysitter 5
- Dana Vespoli's Real Sex Diary 2
- Devious Daddies and Daughters
- Drain My Fucking Balls
- Eternal Passion 4
- Facialized 2
- Fantasies
- Fantasy Solos 12
- Fantasy Solos 13
- Fetish Fanatic 16
- Foot Fetish Daily 20
- Girl Train 3
- Girl Train 4
- Girls Kissing Girls 18
- Her 1st Interracial
- Hooker Hookups
- I Came On James Deen's Face 2
- I Like To Play Rough
- i-Masturbate
- In My Sister's Hands
- James Deen Loves Butts 4
- Jerk Me Off 3
- Lady Business
- Lesbian Adventures - Older Women Younger Girls 6
- Lesbian Adventures - Older Women Younger Girls 8
- Lesbian Analingus 6
- Lesbian House Hunters 11
- Lesbian Librarians
- Lesbian Love Stories 6
- Lesbian Stepsisters 2
- Let Mommy Fix It
- Lex's Pretty Young Things 2
- Lovephoria - The Laws of Attraction
- Manuel Opens Their Asses 3
- Mick's ANAL PantyHOES
- MILF Massages
- Moms In Control 2
- Moms Teach Sex 2
- Mother Daughter Affair 2
- My Evil Stepmom Fucked My Ass 3
- My First Time With A Mommy 3
- My First Training Bra
- Naturally Nasty
- Perfect Timing
- Pure Desire 5
- Ready For Anal
- Restraint
- '10 Guy Blowbang'
- Cute Little Girl Who Likes to Fuck
- Pussy Eating
- Throated Contest
- Seduced By Mommy 10
- Seduction Diaries Of A Femme
- Sex Kittens 3
- Sex Starved Nymphs
- Sexual Desires Of Sara Luvv
- She's in Charge
- She's So Small 5
- Sloppy Lesbian Kisses
- Sloppy Seconds
- Slurpy Throatsluts 3
- Slutty
- Spinners Love Monster Cocks
- Submission of Emma Marx – Boundaries
- Super Cute 3
- Tease Me POV 3
- Teen POV
- Threesome Fantasies Fulfilled 5
- Too Big For Teens 19
- Too Small To Take It All 8
- Who's Your Daddy? 17
- Young and Insatiable

2016
- After Party
- An Unexpected Encounter
- Anal Euphoria
- Anal Gapers Club
- Anal Models 2
- Babysitters Taking On Black Cock 3
- Babysitting The Baumgartners
- BangBros 18 10
- Black Dicks and Tiny Chicks
- Burning Desires
- Corrupted Cuties 4
- Couples Fantasies
- Couples Seeking Teens 21
- Daddy And Me
- Daddy's Little Girl
- Deprived Teens
- Don't Break Me 2
- Faces Of Alice
- Girl Suck Off
- Insane Ingenues
- Interracial Crush
- Interracial Family Needs
- Interracial Teens
- Kittens and Cougars
- Lesbian Adventures - Older Women Younger Girls 10
- Lesbian Adventures - Strap-On Specialists 10
- Lesbian Stepmother
- Lesbian Stepsisters 5
- Lesbo Pool Party 6
- Little Anal Vixxxens
- Love Stories 5
- Make Her Submit
- Missing A Lesbian Crime Story
- Moms Teach Sex 8
- My Black Stepbrother
- My First Black Teacher
- Naughty Book Worms 44
- Nubiles Casting 10
- Petite Cumsluts
- Pledge
- Reunited
- The Toothbrush and the Housewife
- Fucks Her Stepfather's Big Cock
- Sara Luvv Takes On 2 Monster Cocks
- Sara Luvv
- Sasha Heart's Foot Fetish
- Sharing My Husband
- Shyla Jennings Loves Girls
- Sibling Squirters
- Sinning With My Sister
- Sweet and Petite
- Tag Teamed By Super Sluts! 3
- Teen Sex Project 41
- Teens Throated
- Threesome Creampie Fantasies
- Tight Ass Teens
- Tiny Teen Threesomes
- Too Small For Black Cock
- Trying New Things
- We Live Together 43
- Weekend To Remember

2017
- Adventures With The Baumgartners
- Black Is Better 5
- Chanel Preston's Lesbian Party
- Cocks XL 7
- Dana DeArmond Gang Fucks Sorority Girls
- Frigid Girlsway
- Glory Hole: Sara Luvv
- Horny Latin Teens 2
- Interracial Surrender 7
- Juicy Licks 3
- Lesbian Anal
- Mom Knows Best 2
- Mom Knows Best 3
- Mommy-Teen BJ Lessons 2
- My Sex Therapist
- Sara Luvv Petite Anal Slut
- Swallowed 2
- Taking Control
- Teen Massage
- Teen Squirters 2
- Turn the Page
- Undercover Masseuse

2018
- Cum Drive My Mercedes
- Family Gatherings
- Girls Who Love Girls
- Interracial Gloryhole Initiations 24
- Latin Dream Teens
- Mom Knows Best 6
- Pure Pussy

2019
- Anal Mother Fuckers 6
- Dirty Intentions 5

## Riconoscimenti
AVN Awards
- 2017 - Best Actress

XBIZ Awards
- 2017 - Migliore scena di sesso come protagonista
- 2017 - Best Scene - Feature Movie per Babysitting The Baugmartners con Anikka Albrite e Mick Blue